# Batalha de Guam (1944)
A Segunda Batalha de Guam foi um confronto militar travado na ilha de Guam, quando as tropas dos Estados Unidos retomaram a ilha das mãos dos japoneses, no contexto da Guerra do Pacífico. A luta aconteceu entre 21 de julho e 10 de agosto de 1944 e foi extremamente sangrenta. O objetivo dos americanos era capturar todas as Ilhas Marianas na marcha dos Aliados em direção ao Japão. Guam havia sido tomada pelos japoneses em 1941 e sua reconquista pelos americanos foi um grande golpe de moral e um importante desenvolvimento no conflito.